# Different realities
Different realities is het vierde studioalbum van de Zweedse muziekgroep Siena Root. De vorige muziekalbums lieten al horen dat de band voorliefde had voor de rockmuziek uit beginjaren ’70 en dat is op dit album niet anders. Geheel in de traditie van de symfonische en psychedelische rock destijds komt de band met twee suites, die in de toenmalige situatie elk een kant van de elpee konden bestrijken. Het is eenvoudig de stijl te verwijzen naar de periode van beide stromingen, de muziek valt niet zo snel in een stroming samen te vatten. Daarbij komt dat de beide nummers hemelsbreed van elkaar verschillen en toch sterk op elkaar lijken. De eerste suite is WE, dat bestaat uit vier deeltjes. In de deeltjes 1 en 4 wordt daarbij gezonden, iets wat niet doorsnee is bij Siena Root. De stem klinkt ongeoefend en vervormd; iets wat beginjaren ’70 heel normaal was. De muziek lijkt op Deep Purple (Fireball, Machine Head) en Wishbone Ash, Black Sabbath en Led Zeppelin. De muziek is pure rock, zelfs de (toen haast verplichte) drumsolo ontbreekt niet. 
De tweede track The road to Agartha is van een heel ander kaliber. Agartha is een legendarische stad in de binnenkern van de Aarde en gedacht centrum van de esoterie. De muziek is gebaseerd op allerlei muzikale invloeden. Allereerst is daar de westerse rock van track WE. Daartegenin is de Indiase raga neergezet, waarin ook invloeden van muziek uit de landen die ten zuiden liggen van de Middellandse Zee. Kortom een ratjetoe aan stijlen die tot een opzwepend geheel zijn verwerkt. Het gebruik van de sitar en andere exotische muziekinstrumenten gaat ook terug naar de jaren ’70 toen diverse bands een uitstapje maakten naar India om muzikale en andere verdieping op te halen. 
De overeenkomst tussen beide tracks zit in de opbouw; alleen in The road wordt niet gezongen, maar ook in dat deel zit een drumsolo, wel voor exotische instrumenten. Als 21e-eeuwse muziek kan als referentiepunt de Ozric Tentacles aangehouden worden.
Het album is opgenomen in Stockholm van 1 tot 25 maart 2009. Het album verscheen zowel op compact disc als op elpee.

## Musici
- Sam Riffer – basgitaar, contrabas, darboeka
- KG West – gitaar, sitar, orgel, Rhodes, synthesizer, tzouras
- Love H Forsberg – slagwerk, duf, qaraqab, tamboerijn, buisklokken, gong, darboeka
- Anna Sandberg – blokfluiten, rauschpfeife (familie van de kromhoorn), zang, tamboerijn
- Janet Jones Simmonds – eerste zangstem.

## Tracklist
| Nr. | Titel                                                             | Duur |
| --- | ----------------------------------------------------------------- | ---- |
| 1.  | WE (We are them, In the desert, Over the mountains, As we return) |      |

| Nr. | Titel                                                                         | Duur |
| --- | ----------------------------------------------------------------------------- | ---- |
| 1.  | The Road to Agartha (Bairagi, Bhairavi, Ahir, Bairav, Bhimpalasi, Shree, Jog) |      |